# Jean-Baptiste Carpentier
Pour les articles homonymes, voir Jean-Baptiste Carpentier (universitaire) et Carpentier.
Jean-Baptiste Carpentier, né le 4 septembre 1726 à Hangest-sur-Somme et mort à Amiens, le 8 janvier 1808, est un sculpteur français du XVIIIe siècle qui travailla essentiellement à Amiens avec son fils François-Augustin Carpentier (1750-1808).

## Biographie
Fils d'Alexandre Carpentier, charpentier en bateaux et de Thérèse Thuillier, Jean-Baptiste Carpentier s'installa à Amiens où il épousa en 1755 Marie-Françoise Cardon, le couple eut onze enfants.
Jean-Baptiste Carpentier fut compagnon chez le sculpteur Jean-Baptiste Dupuis pendant de nombreuses années avant de devenir maître-sculpteur en 1760 et de voler de ses propres ailes.
François-Augustin Carpentier naquit le 17 novembre 1750 et mourut le 27 janvier 1808, à Amiens. Il suivit les cours de Sellier à l'école des Arts. Le père et le fils sont les représentants locaux du style néo-classique.

## Œuvre
Les Carpentier père et fils réalisèrent leur œuvre ensemble la plupart du temps et il est difficile de démêler ce qui est réellement de l'un ou de l'autre. 
On doit à Jean-François Carpentier et à son fils :
- Le décor sculpté de la façade de l'ancien théâtre d'Amiens notamment les « Quatre Muses » réalisées d'après des modelés en terre effectués par observation de modèles vivants.
- Sur les pilastres des extrémités sont figurés des emblèmes comme la lyre et le carquois. Des médaillons ovales terminent la façade. Ils représentent les attributs de la musique (harpe ou lyre, tambour, tambourin, deux flûtes), de la danse (cornemuse), de la comédie (guitare, masque, rideau) et de la tragédie (bouc, deux poignards, couronne, feuilles d'Acanthe)[5].
- Château d'Hénencourt : fronton militaire avec deux licornes.
- Cathédrale d'Amiens : autel de la chapelle Saint-Jean.
- Église Saint-Leu d'Amiens : maître-autel avec sa précédente gloire eucharistique (détruite à la Révolution) et statue de Saint Leu.

L'histoire de cette gloire est décrite par Edmond Soyez dans la PMH, tome 1, p. 148 à 176. Il nous décrit la « Gloire des Duthoit » inspirée de celle de la Cathédrale et, qui a été réalisée, en 1928.
Le bulletin des Antiquaires de Picardie (3e tr 1995) ne fait que reprendre le texte d’Edmond Soyez. Dans ce bulletin, une large part est consacrée à la première « Gloire » réalisée par J-Bte Carpentier et cette « Gloire » a été détruite à la Révolution. Une seule ligne mentionne la « Gloire » des Duthoit.
Raphaële Delas, dans son livre Aimé et Louis Duthoit publié en 2012, attribue bien la Gloire de l’église Saint-Leu aux frères Duthoit.
- Collégiale Saint-Laurent de Rozoy-sur-Serre : bas-relief du martyre de saint Quentin (1788)  Classé MH (1905) qui ornait le l'autel de la chapelle Saint-Quentin de la cathédrale d'Amiens. Le bas-relief fut donné en 1853 par l'évêque d'Amiens à l'église Saint-Quentin de Sailly-Laurette. L'église de Sailly-Laurette fut détruite pendant la Grande Guerre, le bas-relief fut déclaré détruit. Il est conservé depuis une date inconnue dans l'église de Rozoy-sur-Serre. Le Musée de Picardie conserve de cette œuvre un bas-relief préparatoire en plâtre, de taille réduite.
- Église Saint-Pierre de Barly : statues en bois polychrome de saint Pierre et saint Paul (1764)  Classé MH (1908), de saint Antoine  Classé MH (1908) ; maître-autel (1764)  Classé MH (1980), autel de saint Antoine  Classé MH (1980) ; autel Notre-Dame des Victoires  Classé MH (1980) attribués à Jean-Baptiste Carpentier.
- Église de Fontaine-sur-Somme : maître-autel.
- Église Saint-Sulpice de Breilly : buste reliquaire de saint Sulpice en bois polychrome  Classé MH (1983) attribué à Jean-Baptiste Carpentier.
- Église de la Visitation de Condé-Folie : groupe sculpté en bois de la Visitation  Classé MH (1983).
- Église Saint-Jean-Baptiste de Fourdrinoy : bas-relief de saint Sébastien en plâtre, provenant de l'Abbaye du Gard  Classé MH (1990), attribué à Jean-Baptiste Carpentier.
- Église Sainte-Marguerite d'Hangest-sur-Somme : Christ en croix en bois polychrome  Classé MH (1984).
- Église Saint-Pierre d'Heilly : statue de saint Vincent de Paul en bois bruni  Classé MH (1984) attribuée à Jean-Baptiste Carpentier.